# Horhausen
Horhausen é um município da Alemanha localizada no distrito de Altenkirchen, na associação municipal de Verbandsgemeinde Flammersfeld, no estado da Renânia-Palatinado.

## População
| - 1815 – 287 - 1835 – 370 - 1871 – 535 - 1905 – 623 - 1939 – 706 - 1950 – 838 | - 1961 – 941 - 1965 – 1.013 - 1970 – 1.087 - 1975 – 1.157 - 1980 – 1.205 - 1985 – 1.238 | - 1987 – 1.291 - 1990 – 1.365 - 1995 – 1.584 - 2000 – 1.748 - 2005 – 1.934 |

## Política
|      | SPD | CDU | FWG | Total       |
| 2009 | 4   | 9   | 3   | 16 Cadeiras |
| 2004 | 3   | 10  | 3   | 16 Cadeiras |